# 瓦爾瓦里夫卡 (波洛希區)
47°43′48″N 36°11′42″E / 47.73000°N 36.19500°E

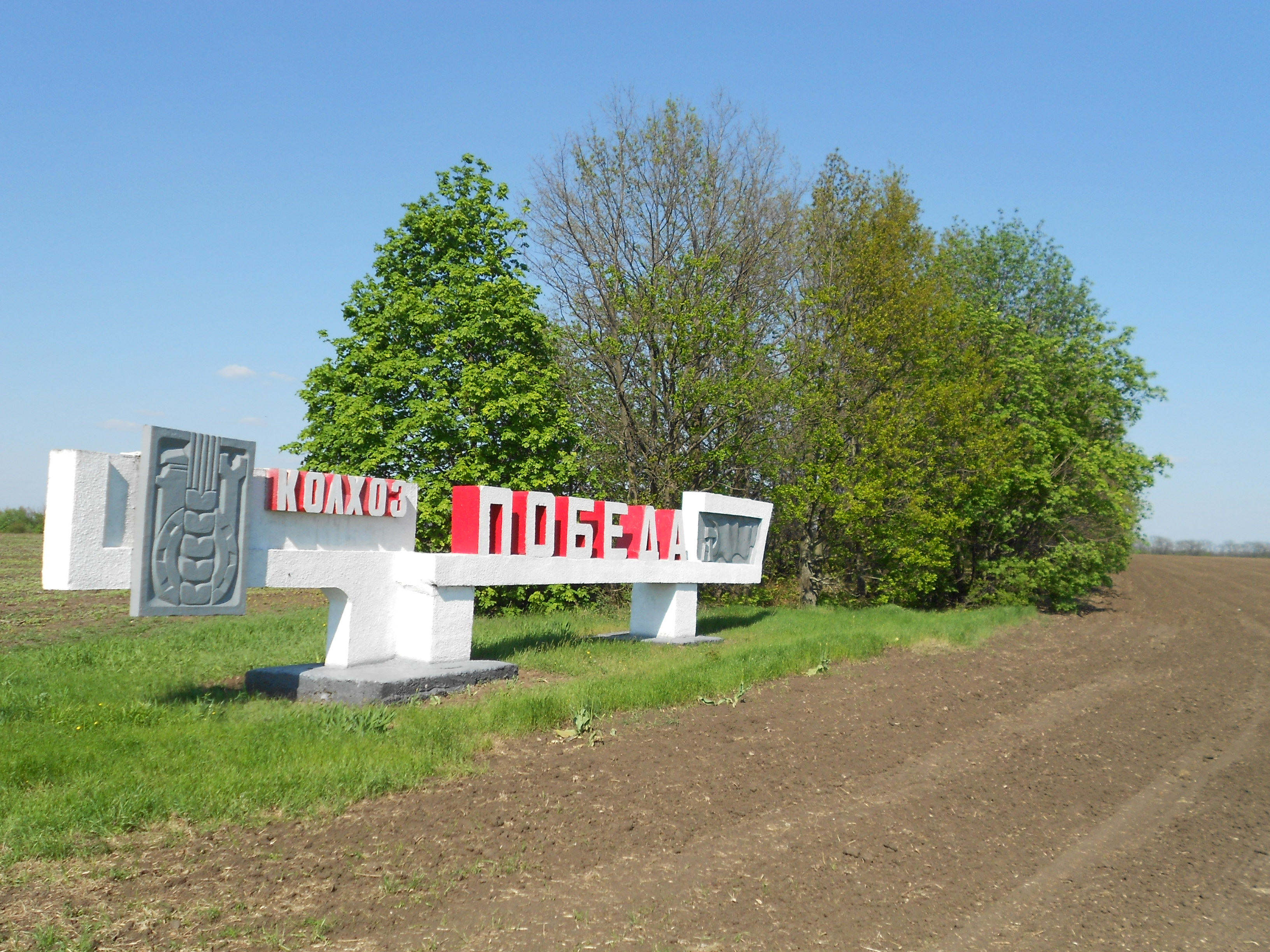
村庄入口处

瓦爾瓦里夫卡（烏克蘭語：Варварівка）是位於烏克蘭東南部的村莊，由扎波羅熱州波洛希區的沃茲德維日夫卡市鎮負責管轄。該村分別距離多布羅皮利亞0.5公里和胡利亞伊波萊2.5公里，始建於1827年，面積3.1平方公里，海拔高度99米，2022年人口257。
News （页面存档备份，存于）